# Sociedad de Inversión Mobiliaria de Capital Variable
SIMCAV: La sociedad de inversión mobiliaria de capital variable (abreviadamente S.I.M.C.A.V.) son sociedades anónimas, que tienen por objeto exclusivo la adquisición, tenencia, disfrute, administración en general de valores mobiliarios y otros activos financieros. Su capital está dividido en acciones y gozan de personalidad jurídica propia.

## España
El capital social mínimo estatutario reflejado en la escritura de constitución no podrá ser inferior a 400 millones de pesetas, así como el capital social estatutario máximo no podrá superar en más de 10 veces al capital inicial.
VENTAJAS DE LA “SIMCAV”
FISCALES
Los beneficios de la SIMCAV se encuentran gravados a un tipo del 1% en el Impuesto de Sociedades.
No está sujeta al régimen de transparencia fiscal.
Los accionistas no obtendrán rendimientos sujetos a tributación hasta que no vendan sus acciones o la SIMCAV reparta dividendos.
DE CONTROL DE RENTAS
Los accionistas pueden determinar el pago o no de dividendos, obteniendo así un diferimiento en el pago de impuestos y por tanto una disminución a partir del primer año (personas físicas).
DE CONTROL POLITICO
Los accionistas pueden tomar decisiones corporativas, nombrar a los miembros del Consejo de Administración, designar los auditores de la Sociedad, sustituir la sociedad gestora o el depositario.
DE CONTROL ESTRATEGICO
Los accionistas pueden establecer en todo momento la política de inversión y los activos en que estar invertidos, respetando los coeficientes legalmente establecidos, pues a la Sociedad no se le exige definir de forma previa en qué tipo de activos va a estar materializada su inversión: Flexibilidad.
- Datos: Q6131027